# Obština Chitrino
Obština Chitrino (bulharsky Община Хитрино) je bulharská jednotka územní samosprávy v Šumenské oblasti. Leží ve východním Bulharsku ve vysočinách Dolnodunajské nížiny. Sídlem obštiny je ves Chitrino, kromě ní zahrnuje obština 20 vesnic. Žije zde přes 6 tisíc stálých obyvatel.

## Sídla
| - Bajkovo - Bliznaci - Černa - Dlăžko - Dobri Vojnikovo - Edinakovci - Chitrino (sídlo správy) | - Iglika - Kalino - Kameňak - Razvigorovo - Slivak - Stanovec - Studenica | - Tervel - Timarevo - Trem - Vărbak - Visoka Poljana - Zvegor - Živkovo |

## Sousední obštiny
| Růžice kompasu | Samuil  | Venec            | Kaolinovo  | Růžice kompasu |
| Růžice kompasu | Loznica | Sever            | Novi Pazar | Růžice kompasu |
| Růžice kompasu | Loznica | Obština Chitrino | Novi Pazar | Růžice kompasu |
| Růžice kompasu | Loznica | Jih              | Novi Pazar | Růžice kompasu |
| Růžice kompasu |         | Šumen            | Kaspičan   | Růžice kompasu |

## Obyvatelstvo
V obštině žije 6 283 stálých obyvatel a včetně přechodně hlášených obyvatel 13 114. Podle sčítáni 1. února 2011 bylo národnostní složení následující:
- Turci: 4 853 (84.0 %)
- Bulhaři: 867 (15.0 %)
- Romové: 26 (0.4 %)
- ostatní: 34 (0.6 %)